# フランチェスコ・アントニオーリ
フランチェスコ・アントニオーリ（Francesco Antonioli, 1969年9月14日 - ）は、イタリア・モンツァ出身の元同国代表サッカー選手、現サッカー指導者。現役時代のポジションはGK。

## 経歴
1986年8月27日、コッパ・イタリアのユヴェントス戦でモンツァの選手としてプロデビュー。モンツァではカシラギ、コスタクルタらとプレーした。
1988-89シーズン、もうすぐ19歳という頃、モンツァのもう一人のGKである、ダヴィデ・ピナートと共に、ACミラン移籍、ピナートは第2GK、アントニオーリは第3GKという位置付けであった。1989-90シーズンの公式戦出場は0に終わり、1990年にセバスティアーノ・ロッシのミラン移籍に絡んで、チェゼーナ へとレンタルに出されたが、マルチェロ・リッピ監督の構想から外れ、出場機会が無いまま モデナ へとレンタルに出された。モデナで良いシーズンを過ごし、1991-92シーズンにロッシの控えGKとしてミランへ複帰。4月18日、第29節のインテル戦でセリエAの舞台での初出場を果たすと、以降の3試合でも起用された。
1992年夏にイタリアU-21代表として、UEFA U-21欧州選手権で先発の座を掴んで優勝すると、1992-93シーズン、ファビオ・カペッロはスタメン起用を決めた。しかし、10月4日フィオレンティーナ戦ではミスを犯し、前半のみで交代を命じられ、SSラツィオ戦ではロッシが先発起用された。11月22日のミラノダービーでも、ルイジ・デ・アゴスティーニの簡単なシュートをファンブルし同点ゴールを許すと、ファンたちは、アントニオーリの起用を疑問視、ロッシの起用を求めたが、翌週のユヴェントス戦でも先発起用された、しかし、前半に負傷でロッシと交代。この試合でロッシがジャンルカ・ヴィアリのPKをストップして勝利に貢献すると、以降ロッシが完全に定位置を掴み、翌1993-94シーズン、ピサへとレンタルという形で放出され、ロッシと対照的なキャリアを歩んだ。
その後、ACレッジャーナ1919、ボローニャFCなどを渡り歩き、1999年に移籍したASローマでは再びカペッロ監督と再会、レギュラーとしてリーグ優勝に貢献した。しかし、2003年にローマから放出され、サンプドリアへ加入した。その後は、ボローニャ、チェゼーナでプレーした。
イタリア代表としては、EURO2000に第3GKとして招集されたが、出場機会は無かった。
2012年に現役を引退し、2013-14シーズンよりチェゼーナのGKコーチを務めている。

## タイトル
ミラン
- セリエA : 1991-92, 1992-93
- UEFAチャンピオンズカップ : 1988-89, 1989-90
- インターコンチネンタルカップ : 1989, 1990
- UEFAスーパーカップ : 1989, 1990
- スーペルコッパ・イタリアーナ : 1988, 1992, 1993

ボローニャ
- セリエB : 1995-96
- UEFAインタートトカップ : 1998

ローマ
- セリエA : 2000-01
- スーペルコッパ・イタリアーナ : 2001